# Haisnes
Haisnes (Nederlands: Hagen) is een gemeente in het Franse departement Pas-de-Calais (regio Hauts-de-France). De plaats maakt deel uit van het arrondissement Béthune (Betun). Haisnes telde op 1 januari 2022 4.411 inwoners.

## Geografie
De oppervlakte van Haisnes bedroeg op 1 januari 2022 5,58 vierkante kilometer; de bevolkingsdichtheid was toen 790,5 inwoners per km².

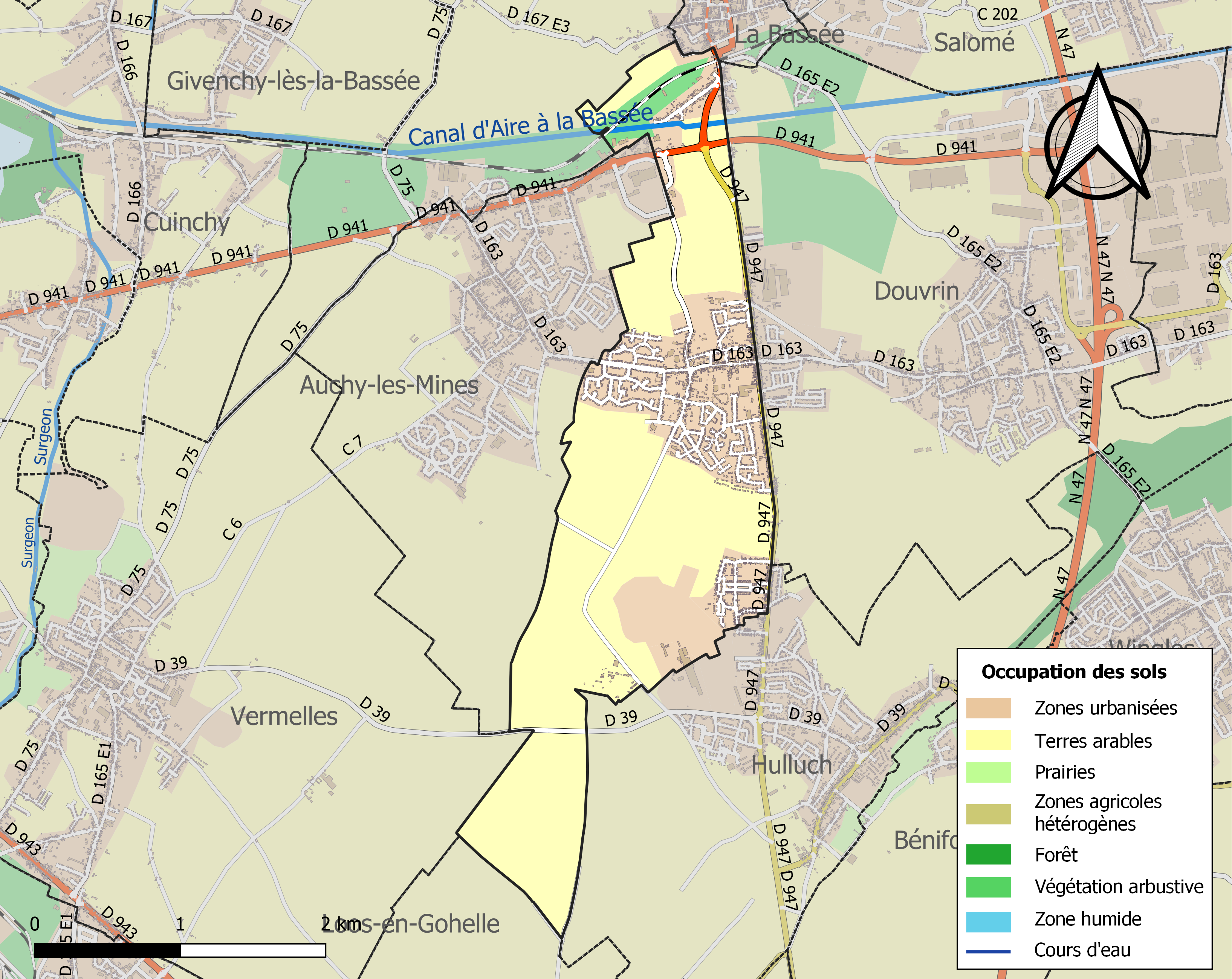
Kaart van de gemeente met belangrijkste infrastructuur, bodemgebruik en omliggende gemeenten

## Demografie
Onderstaande figuur toont het verloop van het inwonertal (bron: INSEE-tellingen).

## Geschiedenis
Haisnes werd in de Tweede Wereldoorlog volledig verwoest.
Op 27 maart 2003 kostte een explosie in de plaatselijke explosievenfabriek vier doden.

## Bezienswaardigheden
- de Église Saint-Nicaise
- In de gemeente liggen drie Britse militaire begraafplaatsen uit de Eerste Wereldoorlog:
  - Bois-Carre Military Cemetery
  - Ninth Avenue Cemetery
  - St. Mary's Advanced Dressing Station Cemetery